# جورج هينكابي
جورج هينكابي (بالإنجليزية: George Hincapie)‏ ولد بتاريخ 29 يونيو 1973 في كوينز، نيويورك، الولايات المتحدة، هو دراج أمريكي سابق في صنف سباق الدراجات على الطريق. سبق أن شارك في دورة الألعاب الأولمبية الصيفية.

## سجل النتائج

### سباقات أو مراحل فاز بها
| التاريخ        | السباق                        | المركز                      |
| -------------- | ----------------------------- | --------------------------- |
| 17 فبراير 1994 | Classic Haribo 1994           | الرابع في التصنيف العام     |
| 12 يونيو 1994  | طواف لوكسمبورغ 1994           | الثاني في التصنيف العام     |
| 20 مارس 1999   | ميلان-سان ريمو 1999           | التاسع في التصنيف العام     |
| 07 أبريل 1999  | 1999 غنت-وفلجم                | الرابع في التصنيف العام     |
| 25 يوليو 1999  | سباق طواف فرنسا 1999          | السادس في تصنيف النقاط      |
| 02 أبريل 2000  | طواف فلاندرز 2000             | المرتبة 17 في التصنيف العام |
| 09 أبريل 2000  | سباق باريس روبيه 2000         | السادس في التصنيف العام     |
| 24 مارس 2001   | ميلان-سان ريمو 2001           | التاسع في التصنيف العام     |
| 08 أبريل 2001  | طواف فلاندرز 2001             | المرتبة 13 في التصنيف العام |
| 11 أبريل 2001  | غنت-وفلجم 2001                | الفائز في التصنيف العام     |
| 15 أبريل 2001  | سباق باريس روبيه 2001         | الرابع في التصنيف العام     |
| 09 سبتمبر 2001 | 2001 San Francisco Grand Prix | الفائز في التصنيف العام     |
| 13 فبراير 2002 | فولتا الغارف 2002             |                             |
| 04 أبريل 2002  | ثلاثة أيام من دي بان 2002     |                             |
| 10 أبريل 2002  | غنت-وفلجم 2002                |                             |
| 01 أبريل 2004  | ثلاثة أيام من دي بان 2004     | الفائز في التصنيف العام     |
| 09 ديسمبر 2004 | 2004 San Francisco Grand Prix |                             |
| 27 فبراير 2005 | كرونا بروكسل 2005             | الفائز في التصنيف العام     |
| 28 أغسطس 2005  | جي بي واست-فرنسا 2005         | الفائز في التصنيف العام     |
| 16 سبتمبر 2007 | طواف ميزوري 2007              | الفائز في التصنيف العام     |

## وصلات خارجية
- الموقع الرسمي

## روابط خارجية
- جورج هينكابي على موقع الاتحاد الدولي للدراجات (الإنجليزية)
- جورج هينكابي على موقع أرشيف الدراجات (الإنجليزية)
- جورج هينكابي على موقع إحصائيات الدراجات الإحترافية (الإنجليزية)
- جورج هينكابي على موقع نسبة الدراجات (الإنجليزية)
- جورج هينكابي على موقع CycleBase (الإنجليزية)
- جورج هينكابي على موقع أوليمبيديا (الإنجليزية)
- George Hincapie profile